# Hattori Mitsuru
Hattori Mitsuru (服部 充 Phục Bộ Sung) là một mangaka Nhật Bản sinh tại Toba, Mie vào ngày 8 tháng 10 năm 1977. Anh nổi tiếng với tác phẩm Kenkō Zenrakei Suieibu Umishō và Sankarea, cả hai đều được chuyển thể thành anime dài tập.

## Tác phẩm
- Inu Neko Jump! (イヌっネコっジャンプ！) (2000–2002, đăng nhiều kỳ trên tạp chí Young Magazine Uppers, Kodansha)[2][3]
- Otogi no Machi no Rena (おとぎのまちのれな, Rena in the Strange Town) (2002–2004, đăng nhiều kỳ trên tạp chí Uppers, Kodansha)[4][5]
- Concerto (2005-2011, truyện ngắn 5 chương đăng nhiều kỳ trên tạp chí Young Animal, Hakusensha)
- Kenkō Zenrakei Suieibu Umishō (ケンコー全裸系水泳部 ウミショー) (2006–2008, đăng nhiều kỳ trên tạp chí Weekly Shonen Magazine, Kodansha)[6][7]
- Love Fool (2009, truyện ngắn chỉ có 1 chương được xuất bản trong tập 1 của tạp chí Tsubomi, Hobunsha)[8]
- Sankarea (さんかれあ) (2009-2014, đăng nhiều kỳ trên tạp chí Bessatsu Shōnen Magazine, Kodansha)[9]